# Портрет Василия Никаноровича Шеншина
«Портрет Василия Никаноровича Шеншина» — картина Джорджа Доу и его мастерской из Военной галереи Зимнего дворца.
Картина представляет собой погрудный портрет в профиль генерал-майора Василия Никаноровича Шеншина из состава Военной галереи Зимнего дворца.
К началу Отечественной войны 1812 года полковник Шеншин был шефом Архангелогородского пехотного полка и находился в составе Дунайской армии, совершил рейд по тыловым коммуникациям французов в Великом герцогстве Варшавском. Во время Заграничного похода 1813 года участвовал во многих сражениях с французами и за боевые отличия был произведён в генерал-майоры, в Битве народов под Лейпцигом был ранен и награждён орденами Св. Георгия 3-го класса и Пур ле мерит, в кампании 1814 года во Франции вновь был ранен в бою под Монмиралем. В 1815 году командовал 2-й бригадой 8-й пехотной дивизии и принял участие в кампании Ста дней, находился при блокаде крепости Мец.
Изображён в лацканном генеральском мундире лейб-гвардии Финляндского полка, введённом в гвардейской пехоте с 1817 года. Слева на груди звезда ордена Св. Анны 1-й степени с алмазами; на шее кресты орденов Св. Георгия 3-го класса и Св. Владимира 3-й степени или 2-й степени, а также прусских орденов Пур ле мерит и Красного орла. С тыльной стороны картины надписи: Schenschin и Geo Dawe RA pinxt. Подпись на раме: В. Н. Шеншинъ 1й, Генералъ Маiоръ.
7 августа 1820 года Комитетом Главного штаба по аттестации Шеншин был включён в список «генералов, заслуживающих быть написанными в галерею». Гонорар Доу был выплачен 24 февраля 1822 года. Готовый портрет принят в Эрмитаж 7 сентября 1825 года. Поскольку 29 мая 1821 года Шеншин был назначен командиром лейб-гвардии Финляндского полка, в мундире которого он изображен, то считается, что портрет написан после этой даты. А. А. Подмазо считает, что шейный крест ордена Св. Владимира имеет 3-ю степень, и соответственно портрет написан не позже 12 декабря 1824 года, когда Шеншин был награждён орденом Св. Владимира 2-й степени, звезда которого на портрете отсутствует. Однако из-за выбранного художником ракурса невозможно увидеть наличие или отсутствие Владимирской звезды, поэтому нельзя со всей определённостью говорить, какую степень имеет шейный крест этого ордена — 2-ю или 3-ю, и соответственно однозначно судить о поздней границе написания картины. Готовый портрет поступил в Эрмитаж 7 сентября 1825 года.